# Крузенштерн (барк)
«Крузенште́рн» — 4-мачтовый барк, российское учебное парусное судно. Построено в 1925—1926 годах на верфи Й. Текленборга в Гестемюнде возле Бремерхафена (Веймарская республика), при спуске получило название «Падуя». Один из «летучих П-лайнеров», знаменитых парусных судов германской судоходной компании «F. Laeisz».
В 1946 году было передано Германией в качестве репарации Союзу ССР и переименовано в честь известного русского мореплавателя адмирала Ивана Фёдоровича Крузенштерна. Порт приписки судна — Калининград. Судно совершало неоднократные трансатлантические и кругосветные экспедиции.

## Технические данные
- Спуск на воду — 23 июня 1926 под именем «Padua» (Падуя)
- Верфь — Johann C. Tecklenborg в Везермюнде (Бремерхафен)
- Заводской номер — S.408
- Пароходство — «F. Laeisz»
- Длина габаритная — 114,5 м
- Ширина габаритная — 14,04 м
- Осадка по летнюю ватерлинию — 6,27 м
- Высота борта — 8,48 м
- Площадь парусов — 3400 м²
- Высота мачты — 55 м над палубой
- Мощность двух двигателей — 1472 кВт
- Скорость на парусах — 17 узлов
- Скорость на двигателях — 10 узлов
- Количество палуб — 5
- Количество переборок — 7
- Экипаж — 70 человек
- Количество курсантов — 120 человек
- Главный двигатель (количество × мощность, марка) — 2 × 736 кВт, 8NVD 48A-2U, производство ГДР.
- Гребное устройство (количество × тип) — 2 × винт фиксированного шага, цельнолитой, 4-лопастной
- Рулевое устройство — перо руля
- Вспомогательный дизель-генератор (количество × марка) — 4 × MAN Nutzfahrzeuge AG, D 2866 LXE 30, выходная мощность ограничена 135 кВт из-за особенностей выхлопного тракта, установлены — 2 в 2005 и 2 в 2009 годах

## История
Барк «Падуя» был заложен 24 июня 1925 на верфи «Иоганн Текленборг» в Геестемюнде (ныне Бремерхафен) под заводским номером S.408, оснастка установлена на верфи Blohm & Voss в Гамбурге. Освящён и спущен на воду 23 июня 1926 года и 30 августа того же года под командованием капитана Карла Шуберга отправился в первое плавание.
Верфь Johann C. Tecklenborg получила данный заказ, так как она уже имела большой опыт постройки гигантских парусников. На её счету уже были оба 5-мачтовика Потоси и Preußen, а также 4-мачтовые Placilla, Pisagua и Pangani.
«Падуя» принадлежала к знаменитой серии парусных судов, которые имели общее название «Летучий П-Лайнер» (Flying-P-Liner), имена всех судов этой серии начинались с буквы «п»: «Паньяни», «Печили», «Памир», «Пассат», «Померания», «Пекин», «Потоси», «Пруссия». Эта серия судов была построена гамбургской пароходной компанией «Ф. Лайеш» (F. Laeisz). Все эти корабли носили голубой вымпел с инициалами фирмы FL. Корабли использовали на линии Европа-Чили, которую моряки называли на английский манер, своеобразно переведя инициалы фирмы, как Flying Liner. В это название добавили букву «р», так как названия всех судов этой серии начинались с этой буквы — так образовалось название серии. В настоящий момент из всей серии единственным остаётся в строю именно «Крузенштерн» («Пассат», «Померания» и «Пекин» — сохранены в качестве кораблей-музеев).

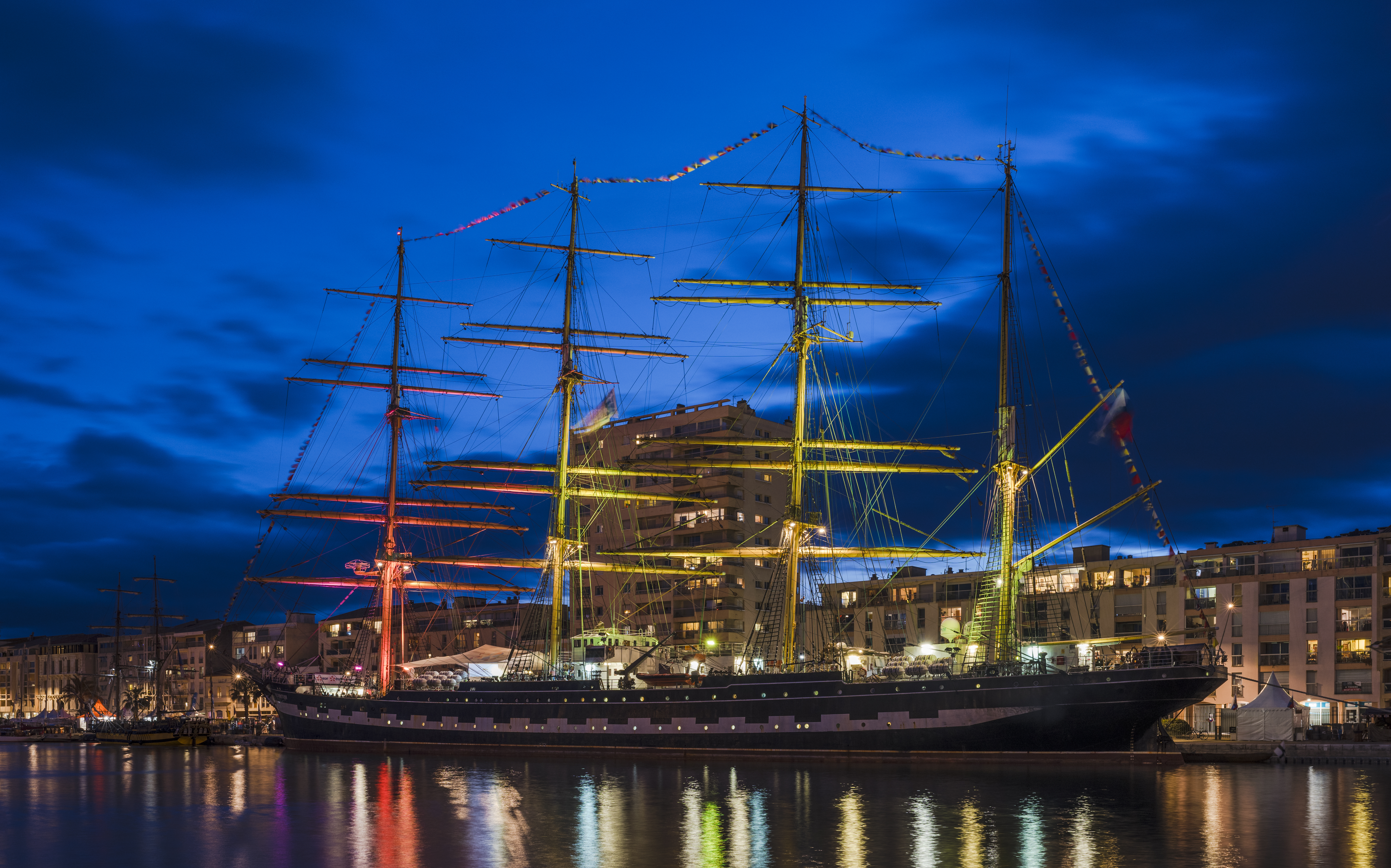
Крузенштерн у набережной города Сет, Франция

«Крузенштерн» относят к так называемым «винджаммерам». Название «винджаммер» происходит от английского «to jam the wind», что в переводе означает «выжимать ветер», в том смысле, что парусники этой серии были самыми быстроходными, они как бы выжимали всю скорость из ветра.
Первоначально судно использовали для грузовых перевозок и как учебное судно. «Падую» использовали на дальних маршрутах и перевозили строительные материалы в Южную Америку и обратными рейсами селитру и фосфаты из Чили. Судно использовали также для перевозки зерна из Австралии.
Во время рейсов в Южную Америку и Австралию судно установило рекорды скорости рейса — из Гамбурга до чилийского порта Талькауано вокруг мыса Горн за 87 суток и обратно за 94 суток. Рейс из Гамбурга до Порт-Линкольна (Австралия) в 1933—1934 годах — за 67 суток.
В 1926 году капитаном «Падуи» был Карл Шуберг (Carl Schuhberg). В 1938—1939 годах «Падуя» под командованием капитана Рихарда Вендта (Richard Wendt) совершила рекордное по скорости плавание по маршруту Гамбург-Чили-Австралия-Гамбург за 8 месяцев и 23 суток. Под командованием капитана Юргена Юрса (Jürgen Jürs) барк «Падуя» 4 раза обогнул мыс Горн.
После Второй мировой войны барк «Падуя» перешёл к СССР в качестве репарации и получил своё нынешнее имя — «Крузенштерн». Юрген Юрс умер в день передачи судна Советскому Союзу. В январе 1946 года на «Падуе» был поднят советский военно-морской флаг, а в феврале судно получило название «Крузенштерн» — в честь русского адмирала Ивана Фёдоровича Крузенштерна, руководителя первой российской кругосветной экспедиции 1803—1806 годов, учёного-гидрографа, воспитателя целой плеяды замечательных российских мореплавателей.
После закончившегося в 1961 году капитального ремонта в течение 5 лет экспедиционно-океанографическое судно «Крузенштерн» в составе большой группы других судов выполняло научно-исследовательские работы в Атлантическом океане по программе академии наук СССР и одновременно обеспечивало морскую практику курсантов военно-морских учебных заведений.
В июне 1967 года учебный парусник «Крузенштерн» вышел из порта Риги в свой первый рейс под вымпелом флота рыбной промышленности СССР.

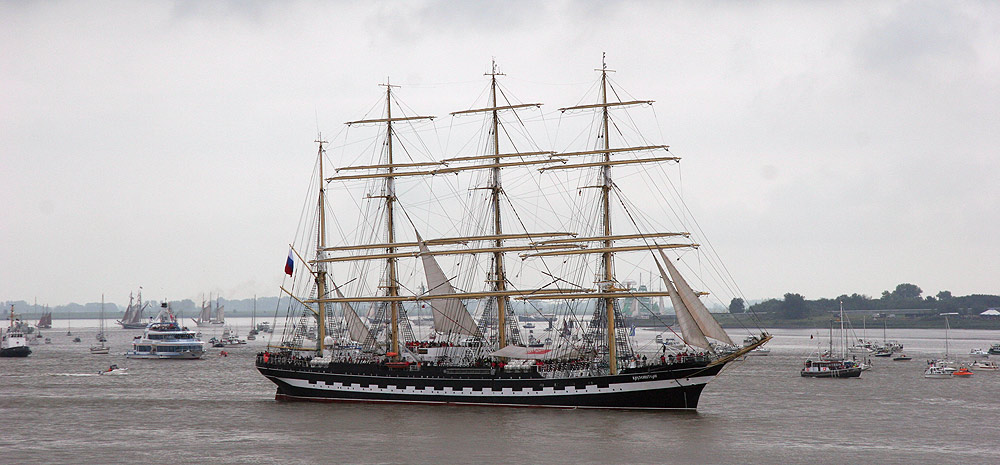
«Крузенштерн» в Бремерхафене в 2005 году

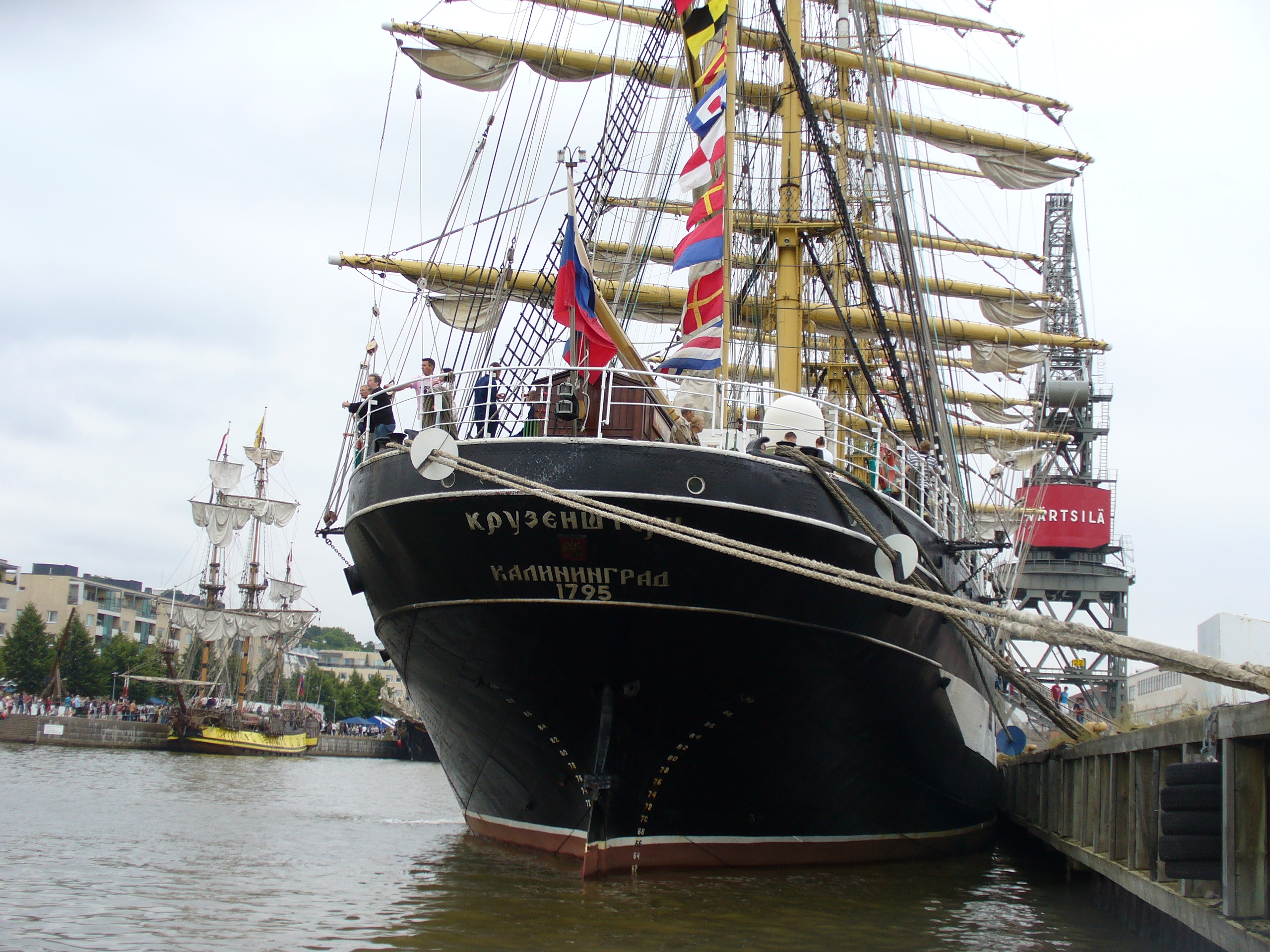
4-значное число на корме — первый номер, полученный судном в регистре.
Турку, 2011 год

В 1983 году УПС «Крузенштерн» было передано в порту Риги из балтийского отряда учебных судов производственному объединению рыбной промышленности «Эстрыбпром» в Таллине.
Согласно приказу Министерства рыбного хозяйства СССР № 113 от 25 марта 1991 года легендарное 4-мачтовое учебное парусное судно «Крузенштерн» было передано от производственного объединения «Эстрыбпром» (Таллин) Калининградскому высшему инженерному морскому училищу (КВИМУ), позже переименованному в Балтийскую государственную академию рыбопромыслового флота.
Сегодня барк «Крузенштерн» используют в учебных целях. Судно регулярно участвует в международных парусных регатах. Наибольшего успеха в международных регатах «Крузенштерн» добился в 1992 году в регате, посвящённой 500-летию открытия Америки. «Крузенштерн» победил в гонке от Бостона до Ливерпуля. Во время этой гонки он развил рекордную скорость — 17,4 узлов (32,4 км/час).
Уже в Советском Союзе барк «Крузенштерн» под командованием капитанов П. В. Власова и Н. Т. Шульги совершал плавания из Балтийского моря в Чёрное море.
С 25 декабря 2013 по 6 февраля 2014 года «Крузенштерн» совершил переход из Балтийского моря (из порта приписки) в Чёрное море и пришвартовался в порту Сочи, став на время одной из туристских достопримечательностей Зимних Олимпийских игр. Кроме того, курсанты приняли участие в обслуживании игр в качестве волонтёров.
С 19 по 20 сентября 2014 года корабль прибыл в Королевство Бельгия в порт Зеебрюгге и был открыт для посещения.

С 4 по 5 октября 2014 года корабль находился в Калининграде, пришвартован к 18 пирсу ФГУП «Калининградский морской рыбный порт» и был открыт для посещения жителей и гостей города.
В июне 2015 года был задержан в Рейкьявике из-за столкновения с кораблями береговой охраны.
27 июня 2015 года сев на мель при заходе в порт Архангельск был снят с неё с помощью буксиров. Швартовался к причалу Морского-речного вокзала Архангельска. 28 и 30 июня был доступен для посещения. Вышел из порта 1 июля.
4 ноября 2015 года барк «Крузенштерн», зайдя в Санкт-Петербург, завершил историко-мемориальную экспедицию, посвящённую 70-летию Победы в Великой Отечественной войне. За время экспедиции барк посетил 11 стран и преодолел 29 тысяч морских миль. Большую часть этого пути «Крузенштерн» прошёл, курсируя между Арктикой и Ближним Востоком.

### Капитаны

#### Капитаны «Падуи»
- Карл Шуберг (Carl Schuberg): август 1926 — январь 1928
- Герман Пиниг (Hermann Pienig): апрель 1928 — октябрь 1930
- Роберт Клаус (Robert Clauß): декабрь 1930 — февраль 1932; октябрь 1935 — май 1937
- Юрген Юрс (Jürgen Jürs:) октябрь 1934 — май 1935; май 1937 — май 1938
- Рихард Вендт (Richard Wendt): май 1938 — декабрь 1940
- Отто Шоммарц (Otto Schommartz): апрель 1941 — январь 1946

#### Капитаны «Крузенштерна»
- П. В. Власов: 1961—1972
- Г. Г. Савченко-Осмоловский: 1972
- Н. Т. Шульга: 1976
- И. Г. Шнейдер: 1976—1977
- Я. А. Семелтерис: 1977—1980
- А. Б. Перевозчиков: 1980—1983
- В. Т. Роев
- В. А. Толмасов
- Г. В. Коломенский: 1983—1995
- А. А. Игнатьев: 1995—1996
- О. К. Седов: 1995—2007
- М. В. Новиков: 2007—2014
- М. П. Ерёмченко: 2014 — по настоящее время

## Кругосветные путешествия и экспедиции
Первое кругосветное плавание 1995—1996
Было посвящено 300-летию Российского флота, 225-летию со дня рождения И. Ф. Крузенштерна и 190-летию со дня окончания первой российской кругосветной экспедиции. Выбор маршрута почти полностью совпадал как с первым походом И. Ф. Крузенштерна и Ю. Ф. Лисянского вокруг земного шара, так и с первым рейсом «Падуи» в 1926—1927 годах. Был пересечён Атлантический океан, взят мыс Горн, осуществлялись заходы в порты Рио-де-Жанейро, Монтевидео, Таити, Чили, Токио, Владивостока, Сингапура, Австралии, Кейптауна. За 5389 ходовых часов (224,5 ходовых суток) кругосветного плавания пройдено 42 433 морские мили. Флаг России был пронесён через три океана и 15 зарубежных портов тринадцати стран Европы, Южной Америки, Азии, Австралии, Океании, Африки. Четыре раза был пересечён экватор.
Второе кругосветное плавание 2005—2006
Было посвящено 60-летию Победы в Великой Отечественной войне и 200-летию кругосветного плавания российских кораблей под командованием И. Ф. Крузенштерна.
Барк вышел в кругосветную экспедицию из Санкт-Петербурга 24 июня 2005 года. «Крузенштерн» принял участие в регате Tall Ships Race-2005, заходил в порты Санкт-Петербург, Ирландии, Англии, Испании, Португалии, Канарских островов, Уругвая, Аргентины, Мексики, Гавайских островов. За период кругосветного плавания с 16 июня 2005 года по 14 августа 2006 года судно прошло 45773,9 морских мили, посетило 21 иностранный порт. Продолжительность рейса составила 425 суток, из них 304 суток барк находился в море и 121 сутки в портах.
Международная трансатлантическая экспедиция 2009—2010
Была посвящена 65-летию победы в Великой Отечественной войне, 90-летию образования рыбной отрасли в России и 60-летию первой российской сельдяной экспедиции.
Во время экспедиции судно поучаствовало в трансатлантической регате Atlantic Challenge — 2009, посетило порты Испании, Бермудских островов, США, Канады, Исландии, Голландии, Германии, Бельгии, Панамы, Мексики, Венесуэлы и Кубы. 9 мая 2010 года, в день 65-й годовщины Победы, судно вернулось в родной Калининград. За кормой двух этапов плавания осталось 35980,8 миль и 299 дней, треть маршрута (5606,3 мили) была пройдена под парусами.
Антарктическая экспедиция 2019-2020.
Антарктическая экспедиция проходит в честь открытия в 1820 году русскими мореплавателями Антарктиды.

## Призы
1974 — советские парусники «Крузенштерн» и «Товарищ» впервые приняли участие в международной парусной регате Op Sail-74 («Операция Парус-74») на Балтийском море.

В гонке Копенгаген (Дания)-Гдыня (Польша) «Крузенштерн» завоевал 4-е место. Капитаном тогда был И. Г. Шнейдер.

«Крузенштерн» был награждён серебряной моделью парусника Cutty Sark за наибольший вклад в развитие международного сотрудничества, взаимопонимания и дружбы между молодыми людьми разных стран мира. За всю 30-летнюю историю (1974—2003) существования этой самой престижной награды для судов учебно-парусного флота «Крузенштерн» является единственным из советских и российских парусников обладателем приза «Cutty Sark».
1976 — барк «Крузенштерн» принял участие в международной парусной регате «Op Sail-76», посвящённой 200-летию Декларации независимости США.

В первой гонке Плимут (Англия) — Санта-Крус-де-Тенерифе (Канарские острова) судно заняло 2-е место.

В гонке через Атлантический океан от Санта Круз де Тенерифе до Бермудских островов барк занял 2-е место.

В гонке по маршруту Бермудские острова-Ньюпорт (США) судно было 9-м. Капитаном судна являлся И. Г. Шнейдер.
1978 — судно приняло участие в международной парусной регате Op Sail-78 в Северном море.

В гонке Осло (Норвегия)-Гарвич (Англия) занял 1-е место. Капитаном тогда был Я. А. Смелтерис
1980 — барк принял участие в международной парусной регате Op Sail-80 на Балтийском море.

В гонке Киль (Германия)-Карлскруна (Швеция) занял 4-е место. Капитаном барка был А. Б. Перевозчиков.
1984 — «Крузенштерн» принял участие в крупных международных морских мероприятиях, посвящённых 450-летию плавания француза Жака Картье в Канаду, которые проходили в портах Галифакс, Квебек, Альфред.

В трансатлантической гонке на Мировой кубок портов Канады по маршруту Сидни (Новая Шотландия) — Ливерпуль (Англия) барк «Крузенштерн» занял первое место в классе «А» и по всему флоту. Капитаном тогда был Г. В. Коломенский.
1986 — барк «Крузенштерн» принял участие в международной парусной регате Cutty Sark Tall Ships Races-1986 в Северном море.

В гонке Ньюкасл (Англия)-Бремерхафен (Германия)-Ларвик (Норвегия)-Гётеборг (Швеция) судно заняло 1-е место. Капитаном судна был Г. В. Коломенский.
1989 — парусник принял участие в международной парусной регате Сutty Sark Tall Ships Races-1989 в Северном море.
В гонке Лондон (Англия) — Гамбург (Германия) барк занял 2-е место. Капитан судна на тот момент — Г. В. Коломенский.
1990 — судно приняло участие в международной регате Cutty Sark Tall Ships S Races-1990.

В гонке от Бордо (Франция, Бискайский залив) до Зеебрюгге (Бельгия, Английский канал) судно заняло 2-е место. Капитаном судна был Г. В. Коломенский.
1992 — «Крузенштерн» принял участие в морском событии мирового масштаба — в Grand Regata Columbus-92 Quincentenary («Гранд Регата Колумбус-92 — Пятисотлетие»), посвящённом 500-летию плавания Колумба к берегам Америки.

В рамках регаты проводили несколько гонок. В первой гонке по маршруту Лиссабон (Португалия)-Кадис (Испания) «Крузенштерн» занял 3-е место среди судов класса «А».

В переходе через Атлантику по маршруту Кадис (Испания)-Канарские острова-Пуэрто-Рико (США) барк финишировал седьмым.

В трансатлантической гонке Бостон (США)-Ливерпуль (Великобритания) судно заняло 1-е место. В этой гонке «Крузенштерн» достиг рекордной скорости за всё время его эксплуатации с 1961 года — 17,2 узла.
Капитаном барка был Г. В. Коломенский.
1994 — судно приняло участие в международной регате Сutty Sark Tall Ships Races-1994.

В гонке Веймут (Англия, Английский канал)-Ла-Корунья (Испания, Бискайский залив) судно заняло 1-е место. Капитаном судна был Г. В. Коломенский.
1995 — барк принял участие в международной регате Cutty Sark Tall Ships Races-1995.

В гонке Эдинбург (Шотландия)-Бремерхафен (Германия) судно заняло 1-е место. Капитаном тогда был Г. В. Коломенский.
1998 — барк «Крузенштерн» принял участие в международной регате Cutty Sark Tall Ships Races-1998.

В гонке Фалмут (Англия, Английский канал)-Лиссабон (Португалия, Атлантика) судно заняло 1-е место.

В гонке Виго (Испания)-Дублин (Ирландия) барк занял 3-е место.

Капитаном судна был О. К. Седов.
1999 — парусник принял участие в международной регате Cutty Sark Tall Ships Races-1999.

В гонке Сен-Мало (Франция)-Гринок (Шотландия) судно заняло 4-е место.

В гонке Леруик (Шотландия, Шетландские острова) — Ольборг (Дания) барк занял 3-е место.

Капитаном судна на тот момент был Г. В. Коломенский.
2000 — «Крузенштерн» принял участие в международной трансатлантической регате Tall Ships' Races.

В гонке Саутгемптон (Англия)-Кадис (Испания) «Крузенштерн» занял 3-е место .

В гонке через Атлантику по маршруту Кадис (Испания)-Бермудские острова судно заняло 3-е место. Капитаном судна был О. К. Седов.

В трансатлантическом переходе Галифакс (Канада)-Амстердам (Нидерланды) барк занял 1-е место. Капитаном барка был Г. В. Коломенский.

## Происшествия
- В августе 2014 года «Крузенштерн» при выходе из датского порта Эсбьерг случайно потопил местный буксир Diver Master. Датское рейдовое судно помогало российскому кораблю покинуть акваторию Эсбьерга. Однако на буксире не смогли вовремя отдать концы и «Крузенштерн», завалив буксир на левый борт, затянул его под воду[9].
- 11 июня 2015 года «Крузенштерн» при выходе из гавани Эйстюрхебн порта Рейкьявик при развороте буксирами бушпритом задел пришвартованные у причала корабли береговой охраны. Операцию по развороту судна осуществляли 2 исландских буксира. На одном из них лопнул буксировочный трос и «под ветром» барк наткнулся бушпритом на 2 судна береговой охраны. В результате у одного пострадала сигнальная мачта, а другой получил незначительные повреждения в районе надстройки. У «Крузенштерна» в результате удара погнулся бушприт[10].
- 27 июня 2015 года барк «Крузенштерн» сел на мель в дельте Северной Двины. Как сообщается на официальном сайте парусника, судно, двигаясь по крутому повороту реки, налетело на песчаную мель правой носовой скулой. 2 дополнительных буксира оперативно вернули «Крузенштерн» в фарватер[11].

## В кино
- Как «Падуя» судно использовалось в съёмках кинофильмов «Улица Большая свобода, 7» (Große Freiheit Nr. 7, 1944), «Мятеж на „Эльсиноре“» (Die Meuterei auf der Elsinore, 1937), «Сердце встаёт на якорь» (Herz geht vor Anker, 1940).
- В СССР корабль также снимали в нескольких фильмах: «Рыцарь мечты» (1969), «Паруса» (1977), «Выше Радуги» (1986).
- В 2007 году судно сняли в фильме «Пассажирка» Станислава Говорухина.
- В 2009 году на барке «Крузенштерн» был снят рекламный ролик[12] банка ВТБ24, с участием капитана судна Михаила Новикова.
- В 2018 году телеканалом RTД про парусник был снят документальный фильм «On deck, offline» (реж. Н. Кадырова) https://rtd.rt.com/films/on-deck-offline-kruzenshtern-tall-ship-cadets-challenge/, переведённый на английский, арабский и испанский языки.

## В культуре

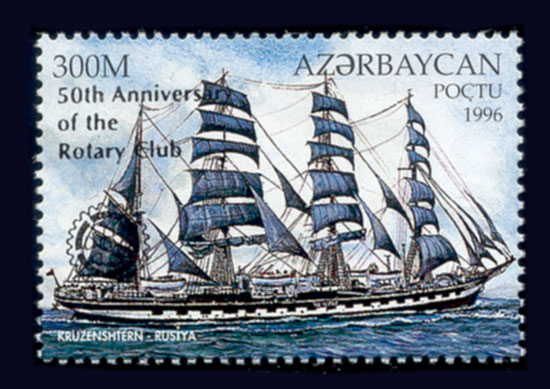
Барк «Крузенштерн» на почтовой марке Азербайджана

- Национальный Банк Республики Беларусь в 2011 году выпустил памятные монеты в 1 рубль (медно-никелевая) и 20 рублей (серебряная) с изображением парусника «Крузенштерн»[13]
- Барк Крузенштерн (монета) — серия памятных монет[14];

23.10.1997, серебро, 100 рублей.
23.10.1997, золото, 1000 рублей.
- Знаменитую песню о барке «Паруса „Крузенштерна“», ставшую его гимном, создал в 1963 году[17] на борту барка во время его похода в «ревущие сороковые» Атлантики[18] известный российский бард Александр Городницкий[19], музыку к ней спустя год написал композитор Владимир Струненко[20]
- Упоминается в песне Олега Митяева «Санкт-Петербург»
- Распространено мнение[21][22][23], что парусник упоминается котом Матроскиным в мультфильме «Зима в Простоквашино», но в мультфильме речь идёт, видимо, о каком-то другом судне, так как Матроскин говорит, что его бабушка плавала на пароходе «Иван Фёдорович Крузенштерн», а «Крузенштерн» — вовсе не пароход, и в его названии нет имени и отчества адмирала.[24]
- Корабль играет большую роль в трилогии В. П. Крапивина «Острова и капитаны».
- «Шахматная» раскраска бортов имитирует пушечные порты, которых, естественно нет. Эта уловка против пиратов, использовалась мирными судами. В настоящее время бесполезна, но нанесена по традиции.
- Сборная модель-копия в масштабе 1:400 выпускается московским заводом игрушек «Огонёк», а также в масштабе 1:200 ООО «Звезда».